# Пастухов, Сергей Леонидович
Сергей Леонидович Пастухов (род. 14 февраля 1952) — советский хоккеист, нападающий.

## Биография
Сергей Пастухов родился 14 февраля 1952 года.
Занимался хоккеем с шайбой в московском «Локомотиве».
Играл на позиции нападающего. В сезоне-1970/71 дебютировал в составе «Локомотива» в первой лиге, забросил 21 шайбу в 38 матчах. В сезоне-1971/72 выступал за железнодорожников в высшей лиге, в 32 поединках набрал 14 (12+2) очков. После того как «Локомотив» вылетел обратно, продолжал играть за него в первой лиге. За четыре сезона провёл 186 матчей, набрал 77 (49+28) очков.
В 1976—1978 годах защищал цвета «Апатитстроя» из Апатит, забросил за два сезона во второй лиге 42 шайбы.
В сезоне-1979/80 играл во второй лиге за тольяттинское «Торпедо», набрал 13 (10+3) очков в 39 матчах. Там же начал следующий сезон в первой лиге, но провёл только 6 матчей, набрав 2 (1+1) очка, и перебрался в новочебоксарский «Сокол», игравший в классе «Б». За три сезона провёл 79 матчей, заработал 101 (62+39) очко.